# Gennadi Henkin
Gennadi Markovich Henkin (em russo:  Геннадий Маркович Хенкин; Moscou, 26 de outubro de 1942 – Paris, 19 de janeiro de 2016) foi um matemático e economista matemático russo.
Henkin estudou na Universidade Estatal de Moscou, onde obteve um doutorado em 1967 e habilitou-se em 1973. A partir de 1973 foi cientista sênior do Central Economic Mathematical Institute (CEMI) da Academia de Ciências da Rússia. A partir de 1991 foi professor da Universidade Pierre e Marie Curie (Paris VI).
Foi palestrante convidado do Congresso Internacional de Matemáticos em Varsóvia (1983: Tangent Cauchy-Riemann equations and the Yang-Mills, Higgs and Dirac fields). Em 1992 compartilhou com Victor Polterovich o Kondratiev Prize em economia matemática da Academia de Ciências da Rússia por trabalhos sobre a dinâmica schumpeteriana e teoria não-linear de ondas. Recebeu o Prêmio Stefan Bergman de 2011.

## Publicações selecionadas
- com Jürgen Leiterer: Andreotti-Grauert theory by integral formulas, Akademie Verlag 1988, Birkhäuser 1988[3]
- The Abel-Radon transform and several complex variables, in: Annals of Mathematics Studies No. 137, Princeton University Press 1995, pp. 223–275
- com S.G. Gindikin: The Penrose transform and complex integral geometry, Itogi Nauki i Tekhniki. Ser. Sovrem. Probl. Mat., Vol. 17, 1981, pp. 57–111
- com  R. A. Airapetyan: Integral representations of differential forms on Cauchy-Riemann manifolds and the theory of CR functions, Uspekhi Mat. Nauk, vol. 39, 1984, pp. 39–106
- com E.M. Chirka: Boundary properties of holomorphic functions of several complex variables, Itogi Nauki i Tekhniki. Ser. Sovrem. Probl. Mat., Vol. 4, 1975, pp. 13–142
- com B.S. Mityagin: Linear problems of complex analysis, Uspekhi Mat. Nauka, Vol. 26, 1971, pp. 93–152
- com A.G. Vitushkin: Linear superpositions of functions, Uspekhi Mat. Nauka (Russ., Math. Surveys), Volume 22, 1967, pp. 77–124
- Method of Integral Representations in Complex Analysis, in: Encyclopaedia of Mathematical Sciences, Volume 7, Several Complex Variables I, Moscow, VINITI, 1985, pp. 23-124, Springer, 1990, pp. 19–116.